# Chiesa di San Silvestro (Asti)
La chiesa di San Silvestro è una chiesa cattolica, in stile barocco, situata ad Asti. È la chiesa parrocchiale del rione San Silvestro.

## Le origini

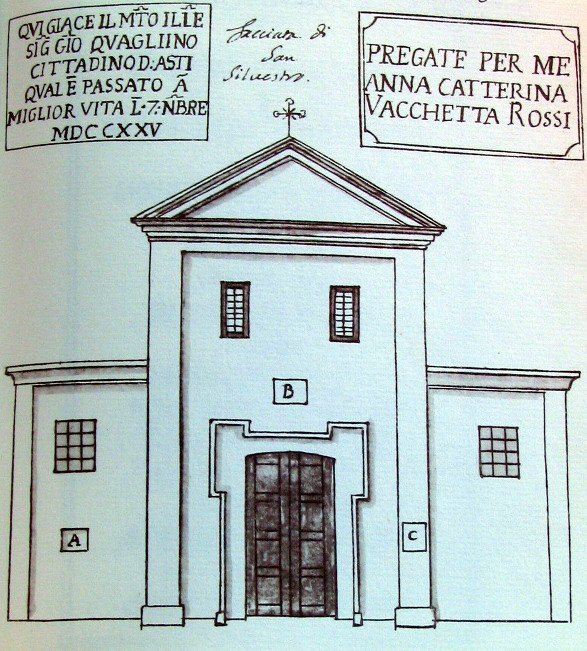
Chiesa di San Silvestro, da un disegno di Stefano Giuseppe Incisa del 1806

La tradizione vuole che la chiesa sia stata edificata intorno ai primi decenni dell'anno Mille e nel 1094 consacrata da papa Urbano II. La chiesa è intitolata a San Silvestro papa. Il primo documento che attesta la presenza della chiesa in Asti, è datato 1142. Nel Cinquecento, la primitiva chiesa di impianto romanico, ormai fatiscente, venne restaurata ed in parte riedificata.
Intorno al 1580 si presentava a tre navate con soffitto a capriate. Davanti alla facciata rimanevano ancora visibili i resti di un quadriportico d'epoca romanica. Nel 1602 la parrocchia di San Silvestro e la chiesa passarono sotto l'egida dei padri Barnabiti fino al 1606, quando la congregazione ottenne la prepositura della Parrocchia di San Martino. La chiesa passò nuovamente sotto il clero secolare.
Nei secoli la chiesa subì modifiche e rimaneggiamenti fino agli inizi del XVIII secolo quando, un po' per far fronte al gusto dell'epoca, un po' ovviare al deterioramento della copertura a capriate, la chiesa fu nuovamente ristrutturata e dotata di volte in muratura, grazie anche alle offerte del vescovo Innocenzo Milliavacca. Nella seconda metà dell'Ottocento, ormai inadeguata per le esigenze di una popolazione parrocchiale in costante crescita, fu demolita e se ne avviò la ricostruzione, affidando il progetto al giovane geometra Rostagno, che la disegnò in un sobrio stile tardo-manierista conforme ai lavori che Edoardo Arborio Mella stava conducendo nella cattedrale di Alessandria.
Nel 1870 la nuova chiesa fu consacrata e nel 1891 fu completato anche il campanile.

## La facciata

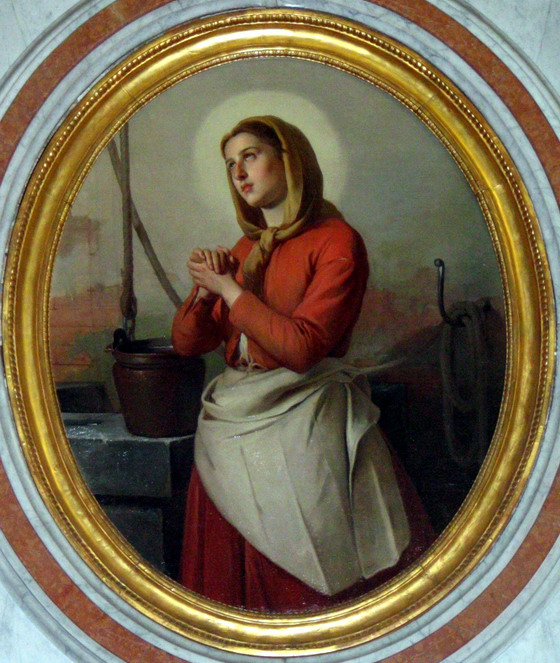
Santa Zita di Michelangelo Pittatore

La facciata ha linee neoclassiche, con un timpano triangolare sostenuto da colonne. Ai lati del portale si trovano due nicchie baroccheggianti con le statue di San Silvestro e San Giuseppe.

## L'interno
L'interno, ad un'unica navata, con soffitto a botte, presenta moltissimi arredi provenienti dalla distrutta chiesa dell'Annunziata. L'abside presenta affreschi raffiguranti Sant'Agostino, opera di Maurizio Novelli, su copia degli affreschi di Gian Carlo Aliberti, per la distrutta chiesa di Sant'Agostino in via XX Settembre nel Rione San Paolo. Lo stesso Maurizio Novelli decorò la volta copiando l'affresco del Paradiso nella ex chiesa del Gesù, oggi all'interno del Museo Paleontologico Territoriale dell'Astigiano (sito nel Complesso del Michelerio). Nelle cappelle laterali notevoli sono le opere di Michelangelo Pittatore, raffiguranti Santa Zita, San Francesco di Paola e la Madonna con gli Angeli.

## Curiosità
Dal 1606 i parroci che si alternarono a capo della parrocchia di San Silvestro avevano diritto di portare l'Almuzia al braccio sinistro; questa era una benda di pelle di color grigio, ereditata dalla Preposta di San Martino, da cui proveniva il primo canonico, Don Giulio Penna trasferito a San Sivestro quando i padri Barnabiti ottennero con l'intercessione del duca Carlo Emanuele I di Savoia l'amministrazione della chiesa di San Martino.

## Galleria d'immagini

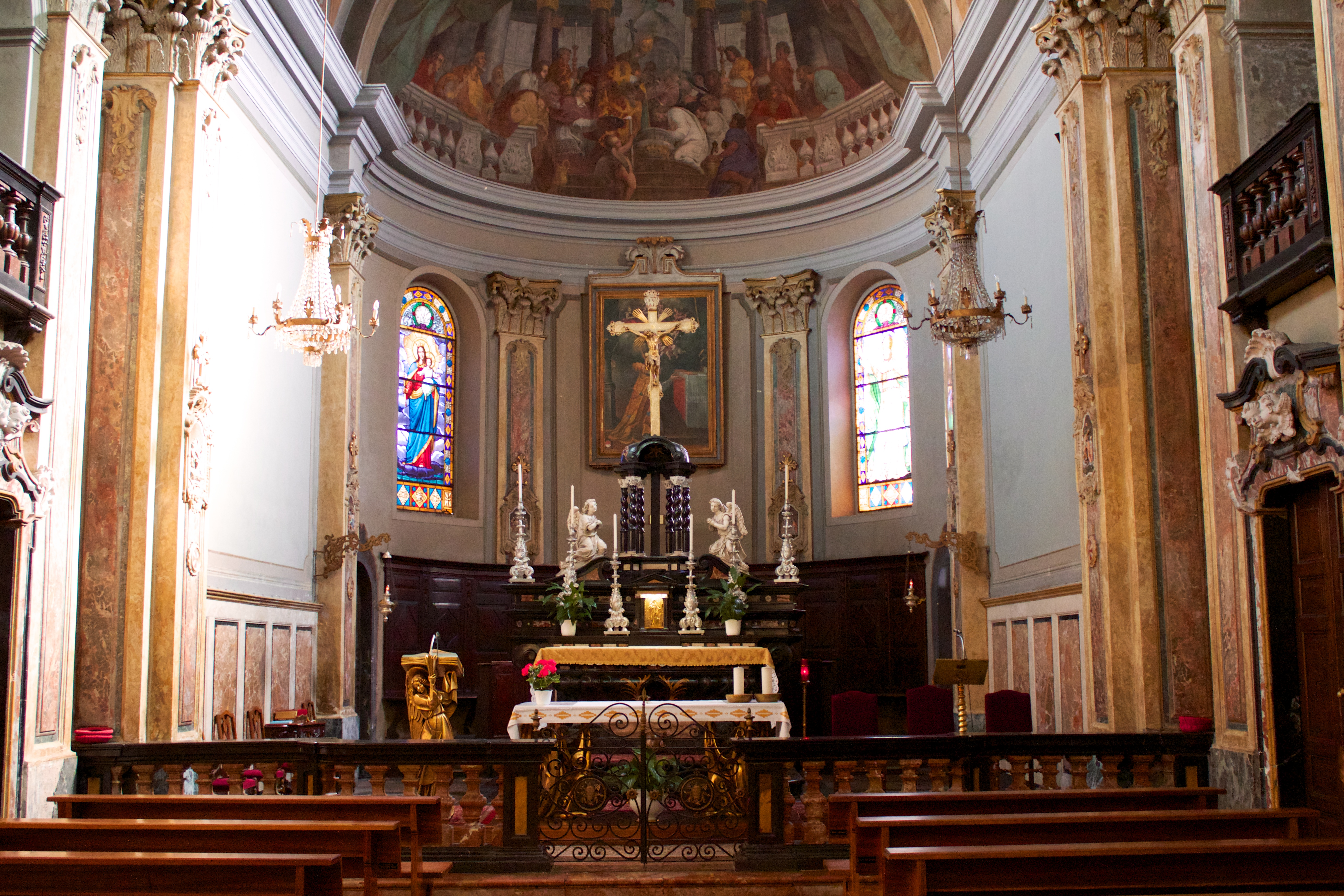
L'interno
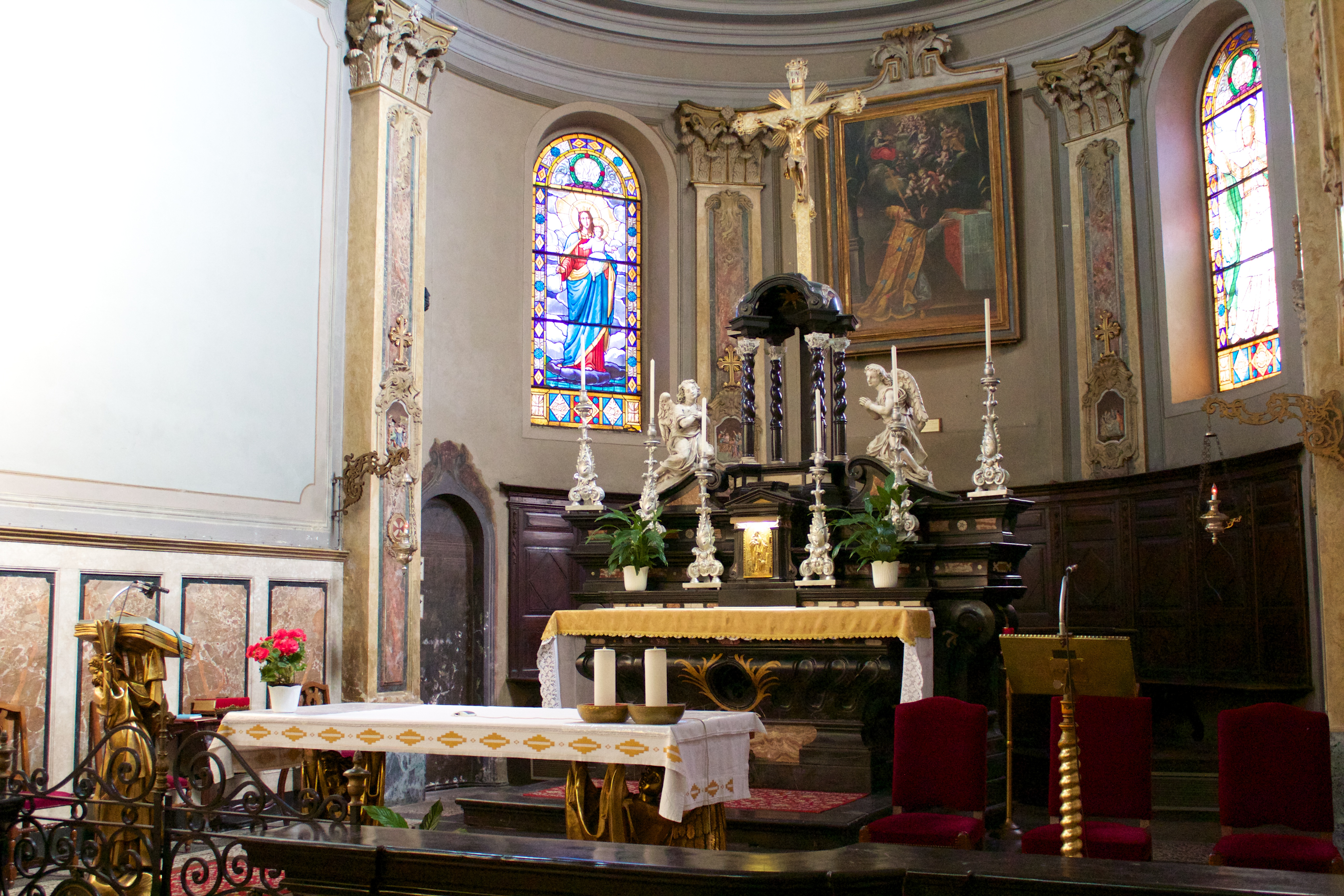
L'altare
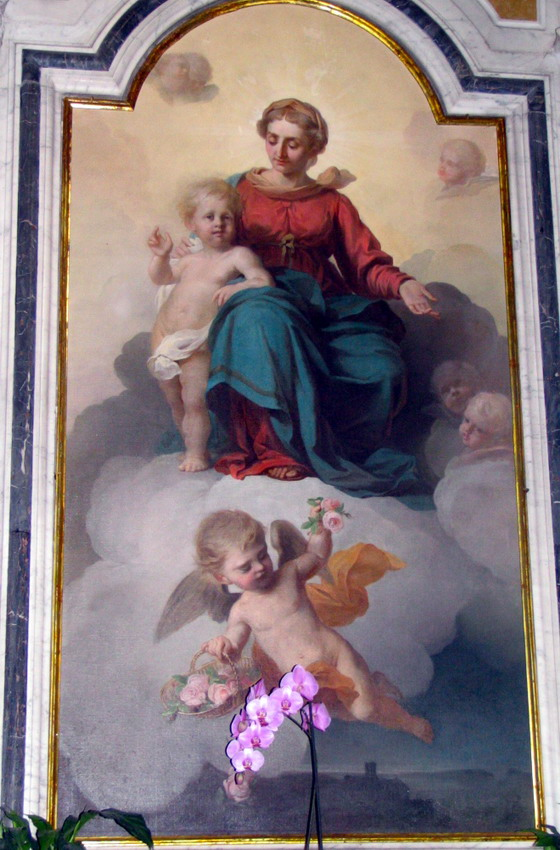
Madonna con Angeli Michelangelo Pittatore
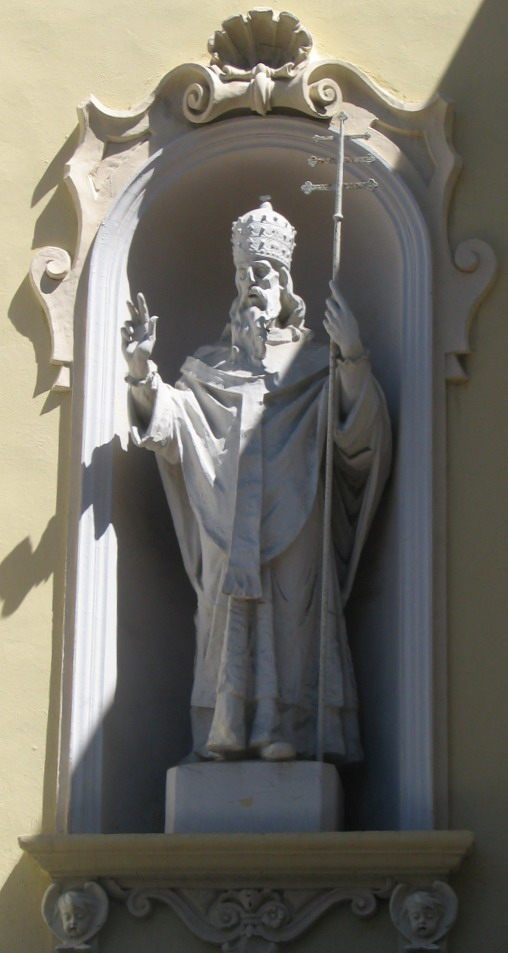
Facciata, statua di San Silvestro